# 日テレイベンツ
株式会社日テレイベンツ（にっテレイベンツ、英: NTV EVENTS Inc.）は、日本テレビホールディングスの連結子会社で、日本テレビグループのイベントの企画製作を行う企業。

## 概要
1975年に株式会社日本テレビエンタープライズとして設立され、イベントコンパニオンおよびタレントの育成事業、番組の企画制作を主な業務としていた。この時代の主な制作番組は、『タウン5』『爆笑!!マイスタ』（1981年春、夏期）『マイスタ芸能ワイド』（1981年秋 - 1982年3月）『芸能マイスタ』（1982年4月 - 9月）『酒井広のうわさのスタジオ』『キャッチ』『ごくらく生テレビ』『ぐるぐるナインティナイン』『1億人の大質問!?笑ってコラえて!』『ザ!情報ツウ』『ザ・ワイド』『午後は○○おもいッきりテレビ』『ルックルックこんにちは』などの情報系生番組が中心であった。「日本テレビ」のロゴがCI導入によって順次「日テレ」へ変更される中、『ぐるぐるナインティナイン』には唯一旧ロゴの「日本テレビエンタープライズ」が残されており、新ロゴの「日テレエンタープライズ」と併用されていた。
2007年4月に実施されたグループ会社再編に伴い、日本テレビビデオ、NTV映像センター、日本テレビアートとの吸収分割によって重複業務の整理が行われ、制作部門を日テレアックスオン（AX-ON）へ移管してイベント企画制作の専門会社となった。この際に日テレ・グループ・ホールディングス（現・日テレグループ企画）の子会社となったが、2012年10月に放送持株会社・日本テレビホールディングスが発足した際に同社の連結子会社（100%子会社）となっている。

## 事業内容
- 各種イベントの企画製作
- イベントコンパニオンの養成・派遣（「日テレイベコン」というグループを擁する[2]）
- アナウンススクール・芸能事務所「ニチエンプロダクション」の運営

## 役員
現職 (2023年6月1日付)
- 代表取締役社長 長尾泰希
- 常務取締役 松井昌治
- 取締役 多昌博志（元日本テレビアナウンサー）
- 取締役 豊田順子（日テレ学院長を兼務、日本テレビ放送網人事局から出向、元日本テレビアナウンサー）
- 非常勤取締役 篠宮浩司（元日テレプロデューサーなど）
- 非常勤取締役 鰺坂圭司
- 監査役 足立和人
- 執行役員 多田井章浩

歴代社長
- 津田昭（1975.12-1978.8）
- 風見和夫（1978.8-1980.6）
- 津田昭（1980.6-1982.9）
- 熊谷幸夫（1982.9-1989.6）
- 山本時雄（1989.6-1999.6）
- 仁科俊介（1999.6-2003.6）
- 島田洋一（2003.6-2004.6）
- 平林邦介（2004.6-2006.6）
- 進藤卓（2006.6-2008.6）
- 髙木正一（2008.6-2010.6）
- 林隆一郎 （2010.6-2015.6）
- 田中芳樹（2015.6-2016.6）
- 岩立隆広（2016.6-2019.6）